# Wildlife (Zeichentrickserie)
Wildlife (Alternativtitel: Ted Sieger's Wildlife) ist eine deutsche Zeichentrickserie aus dem Jahr 1999.

## Handlung
Die Serie dreht sich um lustige Geschichten aus der Tierwelt. Dabei werden subtile Charaktere aus allen Orten der Welt gezeigt und Themen wie Liebe, Freundschaft, Angst und Vertrauen betont.

## Produktion und Veröffentlichung
Die Serie wurde 1999 in Deutschland produziert. Dabei sind 52 Folgen entstanden. Die Zeichnungen und das Drehbuch übernahm Ted Sieger. Für die Produktion war Hahn Film Berlin (geleitet durch Gerhard Hahn) verantwortlich.
Die Erstausstrahlung fand am 18. August 1999 auf KIKA statt. Weitere Ausstrahlungen erfolgten ebenfalls im ZDF.

## Episodenliste
| Nr. | Titel                                   |
| 1   | Der Wurm                                |
| 2   | Der große und der kleine Stein          |
| 3   | Die Aale                                |
| 4   | Das singende Gras                       |
| 5   | Der Schmetterling und das Krokodil      |
| 6   | Der Skorpion und der Kaktus             |
| 7   | Die Rentiere im Regen                   |
| 8   | Die Elstern                             |
| 9   | Der flüsternde Sand                     |
| 10  | Die Schnecke und die Häuser             |
| 11  | Die Raupe                               |
| 12  | Die Amöben                              |
| 13  | Die Glühwürmchen                        |
| 14  | Der Mond                                |
| 15  | Der Seestern                            |
| 16  | Der Leuchtfisch                         |
| 17  | Der Otter                               |
| 18  | Der Wolkenwettlauf                      |
| 19  | Das frierende Krokodil                  |
| 20  | Der Käfer im Schnee                     |
| 21  | Das Walross                             |
| 22  | Der Tiger im Regen                      |
| 23  | Das leuchtende Kaninchen                |
| 24  | Die Geier                               |
| 25  | Die Eule                                |
| 26  | Die fliegenden Bäume                    |
| 27  | Die Sternengiraffe                      |
| 28  | Der Hai und der dünne Fisch             |
| 29  | Das Nashorn                             |
| 30  | Das Eichhörnchen                        |
| 31  | Zwei Störche und ein Pinguinei          |
| 32  | Ameisenmusik                            |
| 33  | Die Henne                               |
| 34  | Der Frühaufsteher-Vogel                 |
| 35  | Die Kakteen                             |
| 36  | Der laufende Fisch                      |
| 37  | Der Oktopus                             |
| 38  | Der frierende Hase                      |
| 39  | Die faule Biene                         |
| 40  | Der Morgenkäfer                         |
| 41  | Die Nacht                               |
| 42  | Die Insekten                            |
| 43  | Der Kondor                              |
| 44  | Der starke Käfer                        |
| 45  | Das große und das kleine Stachelschwein |
| 46  | Das Rentier und der Baum                |
| 47  | Das Tal der Echos                       |
| 48  | Der schwarze und der weiße Seehund      |
| 49  | Die meditierende Mimose                 |
| 50  | Der Fisch und der Mond                  |
| 51  | Der Dachs                               |
| 52  | Die Seepferdchen                        |